# Zona Livre (região)

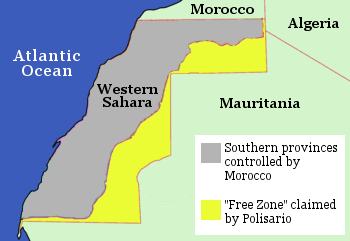
O muro marroquino segue a linha entre as áreas cinza e amarela.

Zona Livre é um termo usado pela Frente Polisário para descrever a parte do Saara Ocidental que fica a leste do muro fronteiriço marroquino e oeste e norte das fronteiras com a Argélia e Mauritânia, respectivamente. A Zona Livre é separada do resto do território do Saara Ocidental por "um muro de 2200 quilômetros... protegido por um dos maiores campos de bombas terrestres do mundo". A população da Zona Livre está estimada em 30.000 pessoas.
A Zona Livre foi estabelecida como uma zona de controle da Frente Polisário em um cessar-fogo  acordado entre esta e Marrocos, em 1991, como parte do Plano de Acordo. Marrocos controla as áreas  a oeste do muro, onde se localiza a maioria da população do território. O cessar-fogo é supervisionado pelas forças da Missão das Nações Unidas para o referendo no Saara Ocidental (MINURSO), encarregadas de manter a paz na região e organizar um referendo sobre a independência.